# 27 novembre 1882
Le 27 novembre 1882 est le 331e jour de l'année 1882 du calendrier grégorien. Il s'agit d'un lundi.

## Évènements

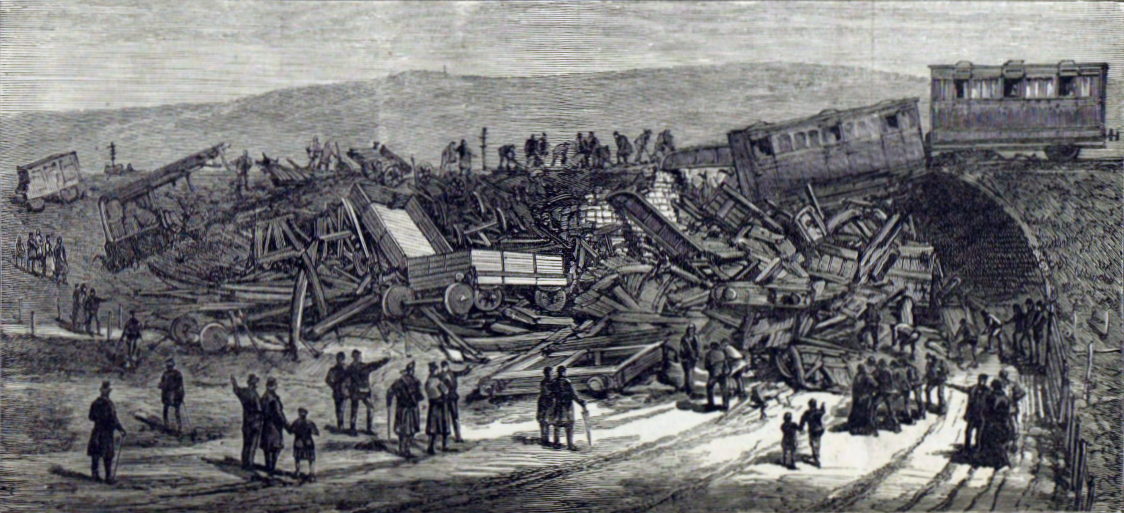
Accident ferroviaire du pont d'Inverythan

- Accident de train d’Inverythan (en) - Un accident ferroviaire se produit au droit du pont d'Inverythan, près d'Aberdeen en Écosse, en raison d'une poutre défectueuse du fait d'une mauvaise qualité de la fonte utilisée. Le train qui transporte du fret et des passagers s'effondre sur la route en contrebas, occasionnant huit morts (quatre immédiatement et quatre par la suite) et quatorze blessés. À la suite de cet accident les huit ouvrages utilisant des poutres similaires ont été remplacés et tous ceux utilisant une fonte de cette qualité médiocre ont fait l'objet d'une surveillance[1],[2].

## Naissances
- Adolf Abel, architecte allemand[3].
- Leonie von Meusebach–Zesch (en), dentiste américaine[4].
- Bernard Mouat Jones (en), chimiste britannique[5].
- Tarlton Rayment (en), artiste et naturaliste australien[6].
- Leo Kestenberg, musicien allemand[7].
- Hans Nagel (en), militaire allemand, major-général pendant la Seconde Guerre mondiale[8].

## Arts et culture
- Publication d’une nouvelle d’Anton Tchekhov, Une visite ratée, sous le pseudonyme L’homme sans rate, dans le journal Les Éclats[9].
- Première performance de la Sérénade pour instruments à vent en mi-bémol mineur, op. 7, une des premières œuvres importantes de Richard Strauss[10].

## Décès
- Moses Soave (en), hébraïsant italien[11].